# Діастема (стоматологія)

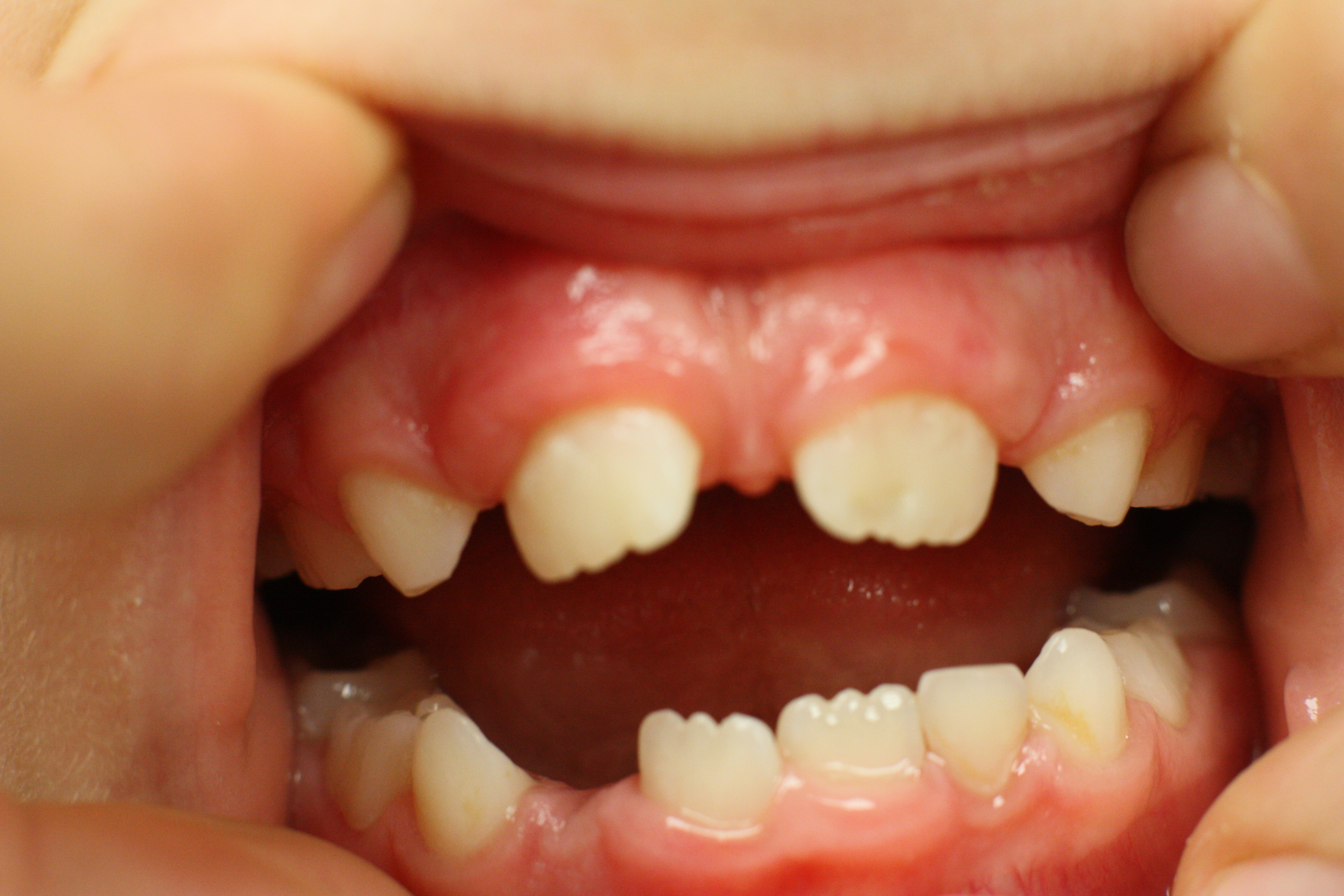
Діастема (у людини)

Діастема (іноді також трема; від грец. διαστεμα — проміжок, відстань/інтервал), щерби́на ― більший за звичайний проміжок, між двома сусідніми зубами.

## У тварин
Як правило, діастема виникає при редукції частин зубів. У травоїдних, як правило, ікла і частина передкорінних зубів скорочені (значно рідше скорочені різці). У гризунів, коней і ряду інших ссавців діастеми присутні на верхній і нижній щелепах, а у жуйних тільки в нижній.
У хижаків діастеми виникають без редукції. Діастеми дозволяють хижакам міцно стулити щелепи під час полювання, завдяки чому ікла утворюють своєрідний капкан з якого здобичі вирватися набагато складніше.